# テツヤ (ディスクジョッキー)
テツヤ（1980年8月12日 - ）は、日本のDJ、ラジオパーソナリティ、ローカルタレント。血液型はO型。本名、竹田テツヤ。札幌市出身。

## 経歴・人物
札幌市の北嶺高等学校出身。アパレル業界での勤務を経て、1999年にFM NORTH WAVEのDJオーディションに合格し「COLLEGE RADIO JAPAN」でデビュー。
2000年1月にスカイパーフェクTVと連動した番組「WHAT'S LINK!?」を担当し、同年4月には同局初の高校生向け番組「CHAT & BEAT FRIDAY」の金曜日の午後の時間帯を担当する。
2002年4月からはJ-POP専門番組「BEAT FLASH」、2003年4月からは「ACTIVE LINE」の火・土曜日を担当する。
2005年4月よりリクエスト番組「DJ TETSUYA,REQUEST MASTER（2008年10月1日からの番組名は「MASTER'S LOCK」）」のDJを務めていた。
平成ノブシコブシの吉村崇は西区の八軒小学校の同級生であり、その縁から「平成ノブシコブシ 魂のコブシ！！」（AIR-G'）では共演を果たしている。
2019年7月から、本人がプロデュース・出演をする音楽番組「鳴らす者たち」がスタート。同局で放送されているゲーム番組「てつたくハウス」とは姉妹番組という位置付けになり、初回放送では「合同企画を展開する」と宣言して話題になった。なお「鳴らす者たち」は2020年1月末をもって放送を休止した。
2021年からはポーカーを表現の場の１つとしており、
札幌の老舗ポーカー店「KINGSMAN」のYouTubeチャンネルの運営や、同じ札幌のポーカー店「BUBBLE札幌」や苫小牧の「DOUBLE BELLY」、西麻布のポーカースポット「AWA LABO」の顧問をつとめる。
また、ポーカー実況者としても数多くの現場をこなしており、過去には「AJPC全日本ポーカー選手権」「AJPC SUPER CUP」「JAPAN POKER FESTIVAL」「TPC」「JAPAN GOLD DRAGON」
「WOLF」などの大会をはじめ、ポーカーYouTuberマサキングの大会実況なども担当している。
現在は広告代理店の代表の他、専門学校における講師、結婚式やイベントの司会、イベントの制作など活動の幅を広げている。

## 現在の担当番組
- KINGSMAN POKER (YouTube)
- ABEMA QUEEN OF POKER(ABEMA TV)
- PokerLab(海外ポーカーの翻訳チャンネル

レギュラー実況
⚫︎BUBBLE札幌マンスリートーナメント
⚫︎苫小牧DOUBLE BELLY SPトーナメント
⚫︎苫小牧ポーカーリーグ「苫闘」
⚫︎山口県岩国ポーカーリーグ「岩闘」

## 過去の担当番組
テレビ北海道
- GOD's CARD
- 音語〜おとがたり〜
- 遊びなDJサタデー

FM NORTH WAVE
- MASTER'S LOCK
- SAPPORO REAL-EYES
- BEAT FLASH（2002年4月-2003年3月）
- Wild Rock City

HBCラジオ
- Wonder Radio! / Wonder Radio!+
- テツヤのMusic CAB!
- ウィークエンドNAVI ファンダフル!（2014年10月-2016年3月、堰八紗也佳アナウンサーと共演）
- テツヤのすすきのライブバーRADIO（2014年4月-2019年12月）

AIR-G'
- ゲリラレディオ (2016年4月-2017年3月)
- バズレンジャーG5 (2019年9月-2020年3月)
- 平成ノブシコブシ 魂のコブシ!!

HTB
- 鳴らす者たち
- てつたくハウス

## CD
- ユメザムライの詩集
  - レコードレーベル:Fist
  - 2003年8月11日発売
  - 自身がプロデュースを手がけた、インディーズアーティストのコンピレーションアルバム